# Great Bear
De Great Bear is een omgekeerde achtbaan in het Amerikaanse attractiepark Hersheypark in Hershey (Pennsylvania).

## Algemene informatie
De Great Bear werd gebouwd door het Zwitserse bedrijf Bolliger & Mabillard en opende op 23 mei 1998. De Great Bear staat zeer nabij de Sooperdooperlooper. Omdat de achtbaan over een watermassa, de Spring Creek' gebouwd werd leverde het installeren van de Great Bear  de nodige problemen op. Ook de ondersteuningen, die Bolliger & Mabillard niet in het meer wilden bouwen, zijn vanwege de plaatsing bijzonder. Door het ontbreken van zand in de rails veroorzaakt de rijdende achtbaantrein een geluid dat lijkt op een beer. Tijdens Halloween heet de baan Great Scare.

## Technische informatie
- Baanlengte: 853 m
- Baanhoogte: 27,4 m
- Grootste afdaling: 37,8 m
- Aantal inversies: 4
  - 1x een looping
  - 1x een immelmann
  - 1x een zero g roll
  - 1x een kurkentrekker
- Ritduur: 2:55 min
- Maximale snelheid: 93 km/h
- Achtbaantreinen: 2 treinen met 8 wagons met 1 rij per wagon voor 4 personen; 32 personen per trein

Huidig: 
Comet ·
Fahrenheit ·
Great Bear ·
Lightning Racer ·
Roller Soaker ·
Sidewinder ·
SooperDooperLooper ·
Storm Runner ·
Trailblazer ·
Wild Mouse ·
Wildcat
Verdwenen: 
Little Comet ·
Twin Toboggans ·
Wildcat